# Williams Dávila
Pour les articles homonymes, voir Dávila.
Williams Dávila est un homme politique vénézuélien.

## Biographie
Membre d'Action démocratique, il est gouverneur de Mérida de 1984 à 1986 puis de 1995 à 2000, sénateur de 1993 à 1998 et député de 2011 à 2021.
Il est arrêté lors des manifestations de 2024 au Venezuela et est hospitalisé dans un état grave, en étant gardé par le SEBIN.